# Glipostenoda
Glipostenoda is een geslacht van kevers uit de familie spartelkevers (Mordellidae).
Het geslacht is voor het eerst wetenschappelijk beschreven in 1950 door Ermisch.

## Soorten
Het geslacht omvat de volgende soorten:
- Glipostenoda ambusta (LeConte, 1862)
- Glipostenoda brunnescens Ermisch, 1952
- Glipostenoda castaneicolor Ermisch, 1950
- Glipostenoda cinnamonea (Fahraeus Ermisch, 1953)
- Glipostenoda decellei Ermisch, 1968
- Glipostenoda desaegeri Ermisch, 1952
- Glipostenoda excellens Horák, 1995
- Glipostenoda excisa Nomura, 1967
- Glipostenoda falsomultistrigosa Franciscolo, 1967
- Glipostenoda ferruginea Horák, 1995
- Glipostenoda freyi Ermisch, 1962
- Glipostenoda fusciceps Nomura, 1967
- Glipostenoda guana Lu & Ivie, 1999
- Glipostenoda higashinoi Nomura, 1967
- Glipostenoda imadatei Chûjô, 1964
- Glipostenoda incognita Ermisch, 1962
- Glipostenoda ivoirensis Ermisch, 1968
- Glipostenoda kaihuana Fan & Yang, 1995
- Glipostenoda kawasakii (Nomura, 1951)
- Glipostenoda kawasakii Nomura, 1967
- Glipostenoda kimotoi Chûjô, 1957
- Glipostenoda klapperichi Ermisch, 1952
- Glipostenoda lineatisuturalis Nomura, 1967
- Glipostenoda matsumurai (Kôno, 1932)
- Glipostenoda matsushitai Tokeji, 1954
- Glipostenoda melanocephala Ermisch, 1952
- Glipostenoda mellissiana (Wollaston, 1870)
- Glipostenoda monostrigosa Franciscolo, 1958
- Glipostenoda multistrigosa Ermisch, 1952
- Glipostenoda neocastanea Batten, 1990
- Glipostenoda nigriceps Ermisch, 1968
- Glipostenoda nigrofusca Ermisch, 1968
- Glipostenoda permira Franciscolo, 1962
- Glipostenoda phengotrichia Nomura, 1951
- Glipostenoda pseudexcisa Nomura, 1975
- Glipostenoda pulla (Fahraeus, 1870)
- Glipostenoda quinquestrigosa Franciscolo, 1958
- Glipostenoda rarasana Nomura, 1951
- Glipostenoda retusa Nomura, 1967
- Glipostenoda rimogana Nomura, 1967
- Glipostenoda rosseola (Marseul, 1876)
- Glipostenoda rufobrunnea (Champion, 1927)
- Glipostenoda sasajii Shiyake, 2001
- Glipostenoda shibatai Nomura, 1961
- Glipostenoda shizuokana (Kôno, 1935)
- Glipostenoda taiwana (Kôno, 1934)
- Glipostenoda takashii Nomura, 1967
- Glipostenoda testacea Ermisch, 1968
- Glipostenoda testaceicornis (Píc, 1931)
- Glipostenoda trichophora (Nomura, 1951)